# 狭叶泥炭藓
狭叶泥炭藓（学名：Sphagnum cuspidatum）为泥炭藓科泥炭藓属下的一个种。

## 扩展阅读
- 維基物種上的相關：狭叶泥炭藓